# Commonwealth Lake
Commonwealth Lake är en sjö i Kanada.   Den ligger i provinsen Manitoba, i den centrala delen av landet, 2 200 km nordväst om huvudstaden Ottawa. Commonwealth Lake ligger 246 meter över havet.
Omgivningarna runt Commonwealth Lake är i huvudsak ett öppet busklandskap. Trakten runt Commonwealth Lake är nära nog obefolkad, med mindre än två invånare per kvadratkilometer.